# 馬蹄形軌道

太阳·
地球·
2010 SO16

馬蹄形軌道是小天體相對於大天體 (地球) 共軌運動的一種形式。小天體的軌道週期非常接近大的天體，而從大天體的旋轉參考系看它的路徑呈現馬蹄的形狀。
迴圈並未閉合，但是每一次都會略為飄向前方或後方，因此在漫長的週期中，它環繞的點會沿著地球軌道平滑的移動。當小天體非常接近地球時，無論是在哪一個端點，都會被彈開而改變視運動的方向。在整個循環期間，在地球之間形成喇叭，中心的軌跡描繪出馬蹄形。
相對於地球有著馬蹄形軌道的小行星包括：(54509) YORP、 2002 AA29、和2010 SO16，還有2001 GO2可能也是。更廣泛的定義包含(3753) 克魯特妮，它可以說是混合的或是過渡軌道，或(85770) 1998 UP1和2003 YN107。
土星的衛星Janus和Epimetheus彼此互為馬蹄形軌道 (在這個例子，沒有重複的迴圈，每個軌跡相對於另一顆都是完整的馬蹄形)。

## 馬蹄形軌道循環的解說

### 背景
下面的說明涉及一顆受到地球影響，但仍環繞著太陽的小行星。
這顆小行星有著幾乎和地球一樣的軌道，兩者均需花費一年繞太陽一周。 
它也仍需要遵守軌道力學的兩個原則：
1. 天體在完整的軌道上，靠近太陽時的速度較快，遠離太陽時的速度較慢。
2. 如果天體沿著軌道加速，它的軌道會外移；如果減速，它的軌道會內縮。

馬蹄形軌道的出現是因為地球的引力改變了小行星橢圓軌道的形狀。形狀的變化雖然很小，但相對於地球的結果變化卻很重大。
小行星的運動在相對於太陽和地球的移動時才會出現，這顆小行星始終以相同的方向環繞太陽。然而，經過一輪與地球的追趕與落後之後，使其相對於地球和太陽的運動軌跡呈現馬蹄形輪廓的形狀。

### 軌道的階段

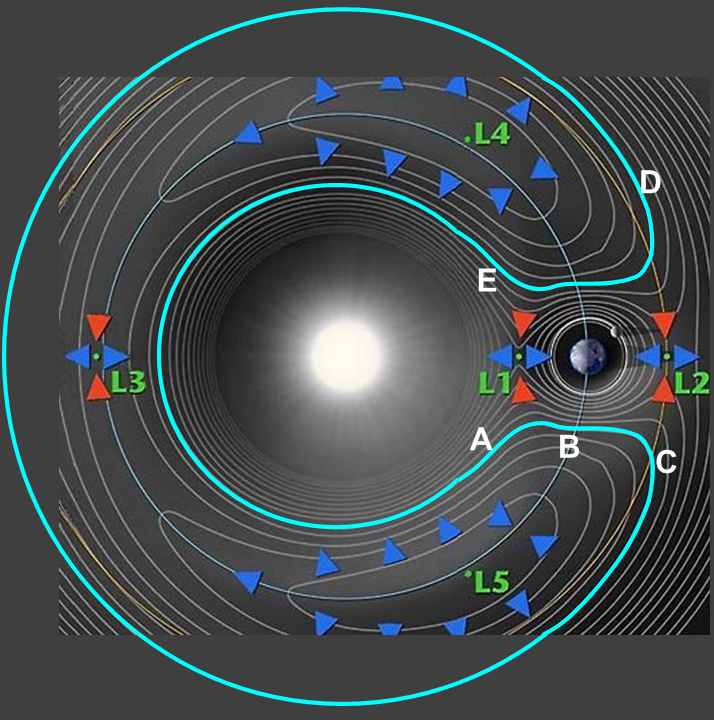
圖一. 圖面顯示沿著軌道的引力線可能的輪廓，地球 (和它完整的圖像) 以逆時針方向圍繞著太陽運轉。

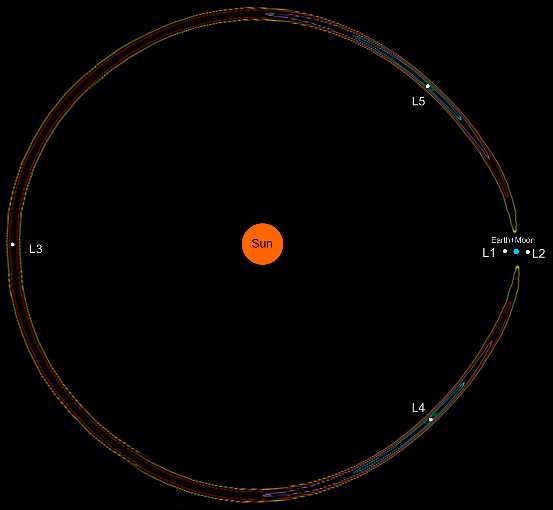
圖二. 稀疏的馬蹄形軌道。

從介於L5和地球之間內圈的A點開始，這顆衛星運行的比地球快些，它是朝向地球和太陽之間運行。但是地球引力施加向外的加速力，將它拉入較高的軌道 (依據克卜勒第三定律)，這會減少它的角速度。
當衛星抵達B點，它以和地球相同速度運行。地球的引力依然會使它沿著軌道加速，並且繼續將他拉入更高的軌道。最後，在C點，它達到足夠的高度，使它又足夠的軌道，並且開始緩慢的落於地球之後。然後，從地球看來，它開始花上一個世紀或更久的時間飄移'倒退'，而它環繞太陽的軌道時間只是比地球的一年長一點。 
最後，它抵達D點，地球的引力限在是減緩它的軌道速度，造成它墜入較低的軌道，而這會使它的角速度加快。這種狀態會持續下去，直到它的軌道比地球低，而速度比地球快些。抵達E點之後，它開始遠離並且超前於地球，再經過數個世紀，它完成整個旅程再度回到A點。

### 能量的觀點
從能量守恆的觀點來看，是相等的，但是有修不同。這是古典力學的定理：物體在與時間無關的勢場中運動，它的總能量，E = T + V是守恆的。此處，E是總能量，T 是動能 (永遠是正值)，還有 V是勢能 (位能，通常都是負值)。很明顯的，在質量為M的天體附近時，V = -GM/R。在固定的參考系下，在它落後在M後方的區域時，V的值將增加；而當他超前於M前方的區域時，V的值將減少。然而，當在總能量較低的軌道時，軌道周期將縮短。因此在行星前方的天體會因為失去能量而減緩，進入周期較短的軌道，因而距離逐漸拉開，或說是被逐退。尾隨著行星的天體將獲得能量，並緩慢的上升至能量較高的軌道；同樣的，在另一側的會失去能量並逐漸遠離與降低軌道。因此一顆小天體會在軌道上超前與落後的位置上前後移動，但永遠不會太接近行星，或進入行星引力主導的區域內。

## 蝌蚪形軌道
上面的圖一也顯示出環繞著L4和L5，周期較短的軌道 (例如，靠近藍色三角形的線)。它們稱為蝌蚪形軌道，除非小行星振盪的距離遠離至太陽另一側的拉格朗日點L3，否則也可以用類似的方法來解釋。 當它接近或遠離地球，地球的引力場會造成他的加速或減速，使它在軌道上產生有如已知的天平動的變化。
一個蝌蚪形軌道的例子是Polydeuces，土星的一顆小衛星，他相對於大衛星 Dione，尾隨著在L5的位置上振盪著。

## 外部連結
- Research paper describing Horseshoe orbits. （页面存档备份，存于）  Recommend starting at page 105!
- A good description of 2002 AA29 （页面存档备份，存于）